# 霍普利基特 (喬治亞州)
霍普利基特（英語：Hopeulikit）是位於美國喬治亞州布洛克縣的一個非建制地區。該地的面積和人口皆未知。

## 地理
霍普利基特的座標為32°31′18″N 81°51′01″W / 32.52167°N 81.85028°W，而該地的平均海拔高度為68米（即223英尺）。